# Nekrolog Juli 2014
Nekrolog
◄◄
| ◄
| 2010
| 2011
| 2012
| 2013
| 2014 | 2015 | 2016 | 2017 | 2018 | ► | ►►
Januar |
Februar |
März |
April |
Mai |
Juni |
Juli |
August |
September |
Oktober |
November |
Dezember 2014
Weitere Ereignisse | Allgemeiner Nekrolog 2014
Die Beschreibung der verstorbenen Person sollte so kurz wie möglich gehalten sein und nur deren signifikante Tätigkeit(en) enthalten.
Neue Namen ggf. auch unter dem Geburts- und Sterbedatum, also etwa unter 1. Januar und im Geburts- und Sterbejahr (2024) eintragen (nur bei entsprechender großer Wichtigkeit). Für Beispiele siehe die schon vorhandenen Artikel.
Außerdem über die fünf zuletzt Verstorbenen, zu denen es einen ausreichend guten Artikel für eine Präsentation auf der Hauptseite gibt, nach der todesbedingten Überarbeitung der Artikel ggf. auch unter Wikipedia Diskussion:Hauptseite informieren und sie am besten auch in den anderen Wikipedia-Sprachversionen eintragen. Tipp: Regelmäßig bei news.google.de nach „ist tot“, „gestorben“ oder „verstorben“ suchen.
Wenn eine Person gestorben ist, gibt es viele Seiten zu dieser Person in der Wikipedia, die davon auch betroffen sind und entsprechend aktualisiert werden müssen. Beispiele: Namenübersichtsseite, Geburtsjahr, Geburtsort-Seiten und viele mehr.
Wie finde ich die betroffenen Seiten?
Im Suchfeld auf der linken Seite gibt man den Suchbegriff so ein: „Vorname Nachname“. Dann klickt man auf Volltext und alle Seiten mit entsprechendem Suchtext werden aufgerufen. Hier sieht man dann schnell, wo auch das Todesjahr Sinn macht oder sogar ein Teil des Artikels angepasst werden muss. Auch hilft das „Werkzeug“ auf der linken Seite sehr gut, um solche Seiten aufzufinden: „Links auf diese Seite“. Somit ist die Wikipedia wieder aktuell in allen Bereichen! Hinweis: bei Eintragung der Kategorie „Gestorben JAHR“ wird der Missbrauchsfilter 49 ausgelöst, was jedoch nicht schlimm ist. Siehe: Spezial:Missbrauchsfilter/49
Dies ist eine Liste von im Juli 2014 verstorbenen bekannten Persönlichkeiten. Die Einträge erfolgen innerhalb der einzelnen Daten alphabetisch sortiert. Tiere sind im Nekrolog für Tiere zu finden.

## Juli
| Tag      | Name                                 | Beruf, bekannt als                                                        | Alter | Beleg |
| -------- | ------------------------------------ | ------------------------------------------------------------------------- | ----- | ----- |
| 31. Juli | Warren Bennis                        | US-amerikanischer Wirtschaftswissenschaftler                              | 89    |       |
| 31. Juli | Jeff Bourne                          | englischer Fußballspieler                                                 | 66    |       |
| 31. Juli | Josef Dierkes                        | deutscher Politiker                                                       | 86    |       |
| 31. Juli | Heinz Dopsch                         | österreichischer Historiker                                               | 71    |       |
| 31. Juli | Jorge Jacobson                       | uruguayischer Journalist                                                  | 78    |       |
| 31. Juli | King Robert Ebizimor                 | nigerianischer Highlife-Musiker                                           | ?     |       |
| 31. Juli | Wilfred Feinberg                     | US-amerikanischer Jurist                                                  | 94    |       |
| 31. Juli | Leigh Gloury                         | australischer Australian-Football-Spieler                                 | 84    |       |
| 31. Juli | Murat Göğebakan                      | türkischer Sänger                                                         | 45    |       |
| 31. Juli | Franciszek Gąsienica Groń            | polnischer Skispringer                                                    | 82    |       |
| 31. Juli | Johannes Grossmann                   | deutscher Schauspieler                                                    | 83    |       |
| 31. Juli | Bertil Lööw                          | schwedischer Fußballschiedsrichter                                        | 90    |       |
| 31. Juli | Erhard Schürmer                      | deutscher Gartenbauwissenschaftler                                        | 73    |       |
| 30. Juli | Robert Drew                          | US-amerikanischer Dokumentarfilmer                                        | 90    |       |
| 30. Juli | Harun Farocki                        | deutscher Filmregisseur und Autor                                         | 70    |       |
| 30. Juli | Frieder Gadesmann                    | deutscher Theologe, Religionspädagoge und Erziehungswissenschaftler       | 71    |       |
| 30. Juli | Julio Grondona                       | argentinischer Fußballfunktionär                                          | 82    |       |
| 30. Juli | Peter Hall                           | britischer Geograph, Stadtforscher und -planer                            | 82    |       |
| 30. Juli | Robert Halmi Senior                  | ungarisch-US-amerikanischer Fernsehproduzent                              | 90    |       |
| 30. Juli | Dennis Lipscomb                      | US-amerikanischer Schauspieler                                            | 72    |       |
| 30. Juli | Johann Peter Lüth                    | deutscher Architekt                                                       | 77    |       |
| 30. Juli | Dragica Palaversa Mijač              | kroatische Handballspielerin und -trainerin                               | 60    |       |
| 30. Juli | Manfred Roeder                       | deutscher Rechtsextremist                                                 | 85    |       |
| 30. Juli | Shūsei Nakamura                      | japanischer Synchronsprecher                                              | 79    |       |
| 30. Juli | Dick Smith                           | US-amerikanischer Maskenbildner                                           | 92    |       |
| 30. Juli | Dick Wagner                          | US-amerikanischer Rockgitarrist und Songwriter                            | 71    |       |
| 30. Juli | Jakob Wedel                          | deutscher Künstler                                                        | 83    |       |
| 29. Juli | M. Caldwell Butler                   | US-amerikanischer Politiker                                               | 89    |       |
| 29. Juli | Karel Dirka                          | tschechisch-deutscher Filmproduzent                                       | 67    |       |
| 29. Juli | David Gall                           | deutscher Onlinemagazin-Gründer und -Herausgeber                          | ≈58   |       |
| 29. Juli | Giorgio Gaslini                      | italienischer Jazz-Pianist                                                | 84    |       |
| 29. Juli | María Antonia Iglesias               | spanische Journalistin und Autorin                                        | 69    |       |
| 29. Juli | Sheik Umar Khan                      | sierra-leonischer Virologe und Mediziner                                  | 39    |       |
| 29. Juli | Péter Kiss                           | ungarischer Politiker                                                     | 55    |       |
| 29. Juli | Fiona Lorenz                         | deutsche Sozialwissenschaftlerin und Autorin                              | 51    |       |
| 29. Juli | Jay Maeder                           | US-amerikanischer Zeitungskolumnist und Comicautor                        | 67    |       |
| 29. Juli | Idris Muhammad                       | US-amerikanischer Schlagzeuger                                            | 74    |       |
| 29. Juli | Richard Piaty                        | österreichischer Mediziner und Politiker                                  | 86    |       |
| 29. Juli | Klaus Saur                           | deutscher Geistlicher                                                     | 74    |       |
| 29. Juli | Jan Strinnholm                       | schwedischer Jazzpianist                                                  | 78    |       |
| 29. Juli | Jürgen Wiersch                       | deutscher Schriftsteller, Schauspieler und Pädagoge                       | 55    |       |
| 28. Juli | Margot Adler                         | US-amerikanische Journalistin                                             | 68    |       |
| 28. Juli | Philipp Brammer                      | deutscher Schauspieler und Synchronsprecher                               | 44    |       |
| 28. Juli | Sally Farmiloe                       | britische Schauspielerin                                                  | 60    |       |
| 28. Juli | Alex Forbes                          | schottischer Fußballspieler                                               | 89    |       |
| 28. Juli | Rüdiger Göbel                        | deutscher Mathematiker                                                    | 73    |       |
| 28. Juli | Arturo L. Goetz                      | argentinischer Schauspieler                                               | 70    |       |
| 28. Juli | Heinz-Georg Klös                     | deutscher Veterinärmediziner und Zoodirektor                              | 88    |       |
| 28. Juli | Veikko Lahti                         | finnischer Ringer                                                         | 87    |       |
| 28. Juli | Yvette Lebon                         | französische Schauspielerin                                               | 103   |       |
| 28. Juli | Hans Ulrich Nuber                    | deutscher Archäologe                                                      | 73    |       |
| 28. Juli | Iris Scaccheri                       | argentinische Tänzerin                                                    | 65    |       |
| 28. Juli | Arthur Shafman                       | US-amerikanischer Theaterproduzent und Konzertveranstalter                | 75    |       |
| 28. Juli | James Shigeta                        | US-amerikanischer Schauspieler                                            | 81    |       |
| 28. Juli | Ed Sprinkle                          | US-amerikanischer American-Football-Spieler                               | 90    |       |
| 28. Juli | Axel Stoll                           | deutscher Geologe und Parawissenschaftler                                 | 65    |       |
| 28. Juli | Wladlen Trostjanski                  | sowjetischer Ringer                                                       | 79    |       |
| 28. Juli | Theodore Van Kirk                    | US-amerikanischer Luftwaffenoffizier und Flugzeugnavigator                | 93    |       |
| 27. Juli | Sam Hunter                           | US-amerikanischer Kunsthistoriker, Museumsgründer und -kurator            | 91    |       |
| 27. Juli | Robin Ibbs                           | britischer Geschäftsmann                                                  | 88    |       |
| 27. Juli | Wallace Jones                        | US-amerikanischer Basketballspieler                                       | 88    |       |
| 27. Juli | Siegfried von Kortzfleisch           | deutscher Theologe und Journalist                                         | 85    |       |
| 27. Juli | Diouldé Laya                         | nigrischer Soziologe                                                      | 77    |       |
| 27. Juli | Francesco Marchisano                 | italienischer Kardinal                                                    | 85    |       |
| 27. Juli | András Mohay                         | ungarischer Schlagzeuger                                                  | 36    |       |
| 27. Juli | Fritz Naef                           | Schweizer Eishockeyspieler                                                | 80    |       |
| 27. Juli | Walter Riesgo                        | uruguayischer Politiker                                                   | 63    |       |
| 27. Juli | Kyozan Joshu Sasaki                  | japanischer Mönch                                                         | 107   |       |
| 27. Juli | Paul Schell                          | US-amerikanischer Politiker                                               | 76    |       |
| 27. Juli | Adalbert von Wiser                   | deutscher Unternehmer                                                     | 83    |       |
| 26. Juli | Oleg Babajew                         | ukrainischer Politiker                                                    | 48    |       |
| 26. Juli | Carlo Bergonzi                       | italienischer Tenor                                                       | 90    |       |
| 26. Juli | Horst Dietrich                       | deutscher Maler und Kunstförderer                                         | 79    |       |
| 26. Juli | Erich Fuchs                          | deutscher Leichtathlet und Sportpädagoge                                  | 89    |       |
| 26. Juli | Charles R. Larson                    | US-amerikanischer Admiral und Politiker                                   | 77    |       |
| 26. Juli | Spiridon Mattar                      | libanesischer Bischof                                                     | 93    |       |
| 26. Juli | Sergej O. Prokofieff                 | russischer Anthroposoph                                                   | ≈60   |       |
| 26. Juli | Louise Shivers                       | US-amerikanische Schriftstellerin                                         | 84    |       |
| 26. Juli | Josef Toth                           | österreichisch-ungarischer Theologe und Geistlicher                       | 86    |       |
| 26. Juli | Roland Verhavert                     | belgischer Filmregisseur                                                  | 87    |       |
| 26. Juli | Franz Völkl                          | österreichischer Unternehmer                                              | 87    |       |
| 25. Juli | Pedro Luís António                   | angolanischer Bischof                                                     | 93    |       |
| 25. Juli | Alphonse Baume                       | Schweizer Skilangläufer                                                   | 80    |       |
| 25. Juli | Alistair Brewis                      | britischer Mediziner                                                      | 76    |       |
| 25. Juli | Rainer Dietrich                      | deutscher Politiker                                                       | 62    |       |
| 25. Juli | Alan C. Greenberg                    | US-amerikanischer Manager                                                 | 86    |       |
| 25. Juli | Çolpan İlhan                         | türkische Schauspielerin                                                  | 77    |       |
| 25. Juli | Anthony Clive Jermy                  | britischer Botaniker                                                      | 82    |       |
| 25. Juli | Bel Kaufman                          | US-amerikanische Schriftstellerin                                         | 103   |       |
| 25. Juli | Richard Larter                       | australischer Maler                                                       | 85    |       |
| 25. Juli | Heinz Lüllmann                       | deutscher Pharmakologe                                                    | 90    | [ 1 ] |
| 25. Juli | Gene Maeroff                         | US-amerikanischer Journalist und Erziehungswissenschaftler                | 75    |       |
| 25. Juli | Ron McGerity                         | US-amerikanischer Friedensaktivist und Weltumradler                       | 61    |       |
| 25. Juli | Schwabinger Gisela                   | deutsche Chansonsängerin                                                  | 85    |       |
| 24. Juli | Ulrich Alder                         | Schweizer Geiger                                                          | 92    |       |
| 24. Juli | Bae Ik-Hwan                          | südkoreanischer Geiger                                                    | 57    |       |
| 24. Juli | Bakary Diallo                        | malischer Filmregisseur, Dokumentarfilmer und Drehbuchautor               | 34    |       |
| 24. Juli | Christian Falk                       | schwedischer Musikproduzent                                               | 52    |       |
| 24. Juli | Jerzy Gross                          | deutscher Holocaustüberlebender                                           | 84    |       |
| 24. Juli | Cees Heerschop                       | niederländischer Fußballspieler                                           | 79    |       |
| 24. Juli | Diego Legrand                        | uruguayischer Komponist und Musiker                                       | 85    |       |
| 24. Juli | Walt Martin                          | US-amerikanischer Tontechniker                                            | 69    |       |
| 24. Juli | Lorenzo Mbiahou                      | kamerunisch-malischer Dokumentarfilmer, Bildender Künstler und Kameramann | 36    |       |
| 24. Juli | Alain Pardina                        | französischer Physiker und Hochschullehrer                                | 57    |       |
| 24. Juli | Georg Schäfer                        | deutscher Politiker                                                       | 95    |       |
| 24. Juli | Alois Spichtig                       | Schweizer Grafiker und Bildhauer                                          | 87    |       |
| 24. Juli | Hans-Hermann Sprado                  | deutscher Journalist und Autor                                            | 58    |       |
| 24. Juli | Frédéric Tricot                      | französischer Politiker                                                   | 42    |       |
| 24. Juli | Yoo Chae-young                       | südkoreanische Sängerin und Schauspielerin                                | 40    |       |
| 23. Juli | Hans Berckhemer                      | deutscher Geophysiker                                                     | 88    |       |
| 23. Juli | Dora Bryan                           | britische Schauspielerin                                                  | 91    |       |
| 23. Juli | Albert Glatt                         | Schweizer Unternehmer und Reiseveranstalter                               |       |       |
| 23. Juli | Helen Johns                          | US-amerikanische Schwimmerin                                              | 99    |       |
| 23. Juli | Arie Kindler                         | israelischer Numismatiker                                                 | 94    |       |
| 23. Juli | Norman Leyden                        | US-amerikanischer Arrangeur, Komponist und Orchesterleiter                | 96    |       |
| 23. Juli | Heinz Martin Lonquich                | deutscher Komponist und Diakon                                            | 77    |       |
| 23. Juli | Mary MacCracken                      | US-amerikanische Pädagogin                                                | 88    |       |
| 23. Juli | Gilad Margalit                       | israelischer Historiker                                                   | 55    | [ 2 ] |
| 23. Juli | Friedrich van Nispen                 | deutscher Politiker                                                       | 74    |       |
| 23. Juli | Hartmut Pelka                        | deutscher Fußballspieler                                                  | 57    |       |
| 23. Juli | Günther Reinders                     | deutscher Fußballspieler                                                  | 69    |       |
| 23. Juli | Peter Schoenen                       | deutscher Lehrer, Schriftsteller und Sachbuchautor                        | 62    |       |
| 23. Juli | Heinz Stehle                         | deutscher Wirtschaftsprüfer und Hochschullehrer                           | 92    |       |
| 23. Juli | Ariano Suassuna                      | brasilianischer Schriftsteller                                            | 87    |       |
| 23. Juli | Julius Vollmer                       | deutscher Schauspieler                                                    | 87    |       |
| 23. Juli | Joseph Rudolph Wood III              | US-amerikanischer Mörder                                                  | 55    |       |
| 23. Juli | Saado Ali Warsame                    | somalische Sängerin und Politikerin                                       | ?     |       |
| 23. Juli | Karl Weiß                            | deutscher Politiker                                                       | 86    |       |
| 23. Juli | Ursula Wölfel                        | deutsche Kinder- und Jugendbuchautorin                                    | 91    |       |
| 22. Juli | Christian Bausch                     | schwedischer Diplomat                                                     | 81    |       |
| 22. Juli | John Blundell                        | britischer Wirtschaftswissenschaftler                                     | 61    |       |
| 22. Juli | Olaf Breidbach                       | deutscher Wissenschaftshistoriker                                         | 56    |       |
| 22. Juli | Waltraud Bundschuh                   | deutsche Politikerin                                                      | 86    |       |
| 22. Juli | Garry Goodrow                        | US-amerikanischer Schauspieler                                            | 80    |       |
| 22. Juli | Karl-Heinz Hansen                    | deutscher Politiker                                                       | 87    |       |
| 22. Juli | Taworn Jirapan                       | thailändischer Radrennfahrer                                              | 75    |       |
| 22. Juli | Vladimir Kavčič                      | jugoslawischer bzw. slowenischer Schriftsteller                           | 82    |       |
| 22. Juli | Robert Newhouse                      | US-amerikanischer American-Football-Spieler                               | 64    |       |
| 22. Juli | Regina Poly                          | deutsche Landschaftsarchitektin, Architektin und Künstlerin               | 71    |       |
| 22. Juli | Risto Punkka                         | finnischer Biathlet                                                       | 57    |       |
| 22. Juli | Helmut Uhlig                         | deutscher Basketballspieler                                               | 71    |       |
| 22. Juli | Alfredo Venditto                     | uruguayischer Basketballspieler und Unternehmer                           |       |       |
| 21. Juli | Robert William Donnelly              | US-amerikanischer Bischof                                                 | 83    |       |
| 21. Juli | Georg Hertting                       | österreichischer Mediziner und Pharmakologe                               | 88    |       |
| 21. Juli | Marc-André Houmard                   | Schweizer Unternehmer und Politiker                                       | 86    |       |
| 21. Juli | Vasile Ivana                         | rumänischer Fußballspieler und -trainer                                   | 53    |       |
| 21. Juli | Hans-Peter Kaul                      | deutscher Diplomat und Jurist                                             | 70    |       |
| 21. Juli | Erich Kary                           | deutscher KZ-Überlebender                                                 | 89    |       |
| 21. Juli | Hans-Georg Lenzen                    | deutscher Kinderbuchautor, Illustrator und Übersetzer                     | 93    |       |
| 21. Juli | Werner Lorenz                        | deutscher Jurist                                                          | 92    |       |
| 21. Juli | Gottfried Märkl                      | deutscher Chemiker                                                        | 85    |       |
| 21. Juli | Miklós Miltényi                      | ungarischer Pädiater                                                      | 89    |       |
| 21. Juli | Wilfrid Polke                        | deutscher Bildhauer und Maler                                             | 81    |       |
| 21. Juli | Adolf Quast                          | deutscher Theologe und Domprediger                                        | 103   |       |
| 21. Juli | Marlene Reidel                       | deutsche Malerin, Illustratorin und Kinderbuchautorin                     | 90    |       |
| 21. Juli | Stephen Schanuel                     | US-amerikanischer Mathematiker                                            | 81    |       |
| 21. Juli | Kevin Skinner                        | neuseeländischer Rugbyspieler                                             | 86    |       |
| 21. Juli | Richard Stanbury                     | kanadischer Politiker                                                     | 91    |       |
| 21. Juli | Gene Walker                          | US-amerikanischer R&B- und Jazz-Musiker                                   | 76    |       |
| 20. Juli | Álex Angulo                          | spanischer Schauspieler                                                   | 61    |       |
| 20. Juli | Victor G. Atiyeh                     | US-amerikanischer Politiker                                               | 91    |       |
| 20. Juli | Wolfgang Ebert                       | deutscher Dokumentarfilmer, Regisseur und Sachbuchautor                   | 73    |       |
| 20. Juli | Rod Franks                           | britischer Trompeter                                                      | 58    |       |
| 20. Juli | Berndt Katter                        | finnischer Fünfkämpfer                                                    | 82    |       |
| 20. Juli | Ivan Kuvačić                         | jugoslawischer bzw. kroatischer Soziologe                                 | 91    |       |
| 20. Juli | William Richard Mead                 | britischer Geograph                                                       | 98    |       |
| 20. Juli | Joseph Palmer                        | britischer Bischof                                                        |       |       |
| 20. Juli | Robert Panara                        | US-amerikanischer Pädagoge                                                | 94    |       |
| 20. Juli | Phanna Rithikrai                     | thailändischer Filmregisseur, Drehbuchautor und Schauspieler              | 53    |       |
| 20. Juli | Klaus Schmidt                        | deutscher Archäologe                                                      | 60    |       |
| 20. Juli | Manfred Sexauer                      | deutscher Moderator                                                       | 83    |       |
| 20. Juli | Hellmut Waßmer                       | deutscher Berufschulpädagoge und Verbandsfunktionär                       | 88    |       |
| 20. Juli | Paul Werhahn                         | deutscher Unternehmer                                                     | 91    |       |
| 20. Juli | Boswell Williams                     | lucianischer Politiker                                                    | 88    |       |
| 19. Juli | Jose Alanis (Pepe Veneno)            | uruguayischer Karnevalist                                                 | 75    |       |
| 19. Juli | Rubem Alves                          | brasilianischer Theologe                                                  | 80    |       |
| 19. Juli | Madeline Amgott                      | US-amerikanische Fernsehproduzentin                                       | 92    |       |
| 19. Juli | Sergio Insunza Barrios               | Justizminister der Regierung Salvador Allende                             | 95    |       |
| 19. Juli | David Easton                         | kanadisch-US-amerikanischer Politikwissenschaftler                        | 97    |       |
| 19. Juli | John Fasano                          | US-amerikanischer Filmregisseur, -produzent und Drehbuchautor             | 52    |       |
| 19. Juli | Lionel Ferbos                        | US-amerikanischer Jazz-Trompeter                                          | 103   |       |
| 19. Juli | Iring Fetscher                       | deutscher Politikwissenschaftler                                          | 92    |       |
| 19. Juli | James Garner                         | US-amerikanischer Schauspieler                                            | 86    |       |
| 19. Juli | Ernst Insam                          | österreichischer Maler und Graphiker                                      | 87    |       |
| 19. Juli | Hans Landauer                        | österreichischer Spanienkämpfer                                           | 93    |       |
| 19. Juli | Skye McCole Bartusiak                | US-amerikanische Schauspielerin                                           | 21    |       |
| 19. Juli | Yehuda Nir                           | US-amerikanischer Holocaustüberlebender, Psychiater und Buchautor         | 84    |       |
| 19. Juli | Gerhardt Nissen                      | deutscher Psychiater                                                      | 90    | [ 3 ] |
| 19. Juli | Norberto Odebrecht                   | brasilianischer Unternehmer                                               | 93    |       |
| 19. Juli | Reiner Preuß                         | deutscher Eisenbahningenieur und Sachbuchautor                            | 74    |       |
| 19. Juli | George Riddle                        | US-amerikanischer Country-Musiker                                         | 78    |       |
| 19. Juli | László Tengelyi                      | ungarischer Philosoph und Hochschullehrer                                 | 60    |       |
| 18. Juli | Donald Arden                         | britischer Bischof                                                        | 98    |       |
| 18. Juli | Noel Bailey                          | jamaikanischer Reggaemusiker                                              | 61    |       |
| 18. Juli | Andreas Biermann                     | deutscher Fußballspieler                                                  | 33    |       |
| 18. Juli | Klaus Demmer                         | deutscher Theologe                                                        | 83    |       |
| 18. Juli | Gerhard Deppenwiese                  | deutscher Politiker                                                       | 91    |       |
| 18. Juli | Antonellus Elsässer                  | deutscher Theologe                                                        | 83    |       |
| 18. Juli | James Govan                          | US-amerikanischer Bluessänger                                             | 64    |       |
| 18. Juli | Vagn Greve                           | dänischer Rechtswissenschaftler                                           | 76    |       |
| 18. Juli | Hans Grotegut                        | deutscher Radrennfahrer und Schrittmacher                                 | 75    |       |
| 18. Juli | Jure Pelivan                         | jugoslawischer bzw. bosnischer Ökonom und Politiker                       | 85    |       |
| 18. Juli | Madeleine Reiser                     | österreichische Politikerin                                               | ≈62   |       |
| 18. Juli | João Ubaldo Ribeiro                  | brasilianischer Schriftsteller                                            | 73    |       |
| 18. Juli | Augie Rodriguez                      | US-amerikanischer Tänzer                                                  | 86    |       |
| 18. Juli | Nigel Ryan                           | britischer Journalist und Fernsehintendant                                | 84    |       |
| 18. Juli | Nick Scheele                         | britischer Manager und Hochschulkanzler                                   | 70    |       |
| 18. Juli | Dietmar Schönherr                    | österreichischer Schauspieler und Fernsehmoderator                        | 88    |       |
| 18. Juli | Václav Sloup                         | tschechoslowakischer bzw. tschechischer Schauspieler                      | 78    |       |
| 18. Juli | Oldřich Stránský                     | tschechischer KZ-Überlebender und NS-Opfervertreter                       | 93    |       |
| 17. Juli | Fariha al-Barkawi                    | libysche Politikerin                                                      | ?     |       |
| 17. Juli | Liam Davison                         | australischer Schriftsteller                                              | 56    |       |
| 17. Juli | Kathrin Eckert                       | österreichische Radiomoderatorin                                          | 31    |       |
| 17. Juli | J. T. Edson                          | britischer Schriftsteller                                                 | 86    |       |
| 17. Juli | Johannes Fehr                        | Schweizer Sprachwissenschaftler                                           | 57    |       |
| 17. Juli | Eric Garner                          | US-amerikanisches Gewaltopfer                                             | 43    |       |
| 17. Juli | Henry Warren Hartsfield              | US-amerikanischer Astronaut                                               | 80    |       |
| 17. Juli | Ethem Karpat                         | türkischer Fußballtorhüter und -funktionär                                | 93    |       |
| 17. Juli | Joep Lange                           | niederländischer Mediziner                                                | 59    |       |
| 17. Juli | Jack Lewis, Baron Lewis of Newnham   | britischer Chemiker und Politiker                                         | 86    |       |
| 17. Juli | William Mulliken                     | US-amerikanischer Schwimmer                                               | 74    |       |
| 17. Juli | Otto Piene                           | deutscher Künstler                                                        | 86    |       |
| 17. Juli | Alex Ploeg                           | niederländischer Ichthyologe und Lobbyist                                 | 58    |       |
| 17. Juli | Sasikumar                            | indischer Filmregisseur                                                   | 85    |       |
| 17. Juli | Elaine Stritch                       | US-amerikanische Schauspielerin                                           | 89    |       |
| 17. Juli | Alfonsas Svarinskas                  | litauischer Dissident und Priester                                        | 89    |       |
| 17. Juli | Willem Witteveen                     | niederländischer Jurist und Politiker                                     | 62    |       |
| 16. Juli | Karl Albrecht                        | deutscher Unternehmer                                                     | 94    |       |
| 16. Juli | Julio Abbadie                        | uruguayischer Fußballspieler                                              | 83    |       |
| 16. Juli | Carl Bay                             | deutscher Sänger                                                          | 86    |       |
| 16. Juli | Hermann Bontjer                      | deutscher Politiker                                                       | 75    |       |
| 16. Juli | Hervé Cristiani                      | französischer Sänger                                                      | 66    |       |
| 16. Juli | Pinchas Eliav                        | israelischer Diplomat                                                     | 89    |       |
| 16. Juli | Hans Funck                           | deutscher Filmeditor                                                      | 61    |       |
| 16. Juli | Martin Grupp                         | US-amerikanischer Perkussionist                                           | 90    |       |
| 16. Juli | Vera Mihić Jolić                     | bosnische Filmemacherin                                                   | 81    |       |
| 16. Juli | Anna Iwanowna Kaaleste               | sowjetische Skilangläuferin                                               | 84    |       |
| 16. Juli | Friedrich P. Kahlenberg              | deutscher Archivar und Historiker                                         | 78    |       |
| 16. Juli | Jean Panhard                         | französischer Manager                                                     | 101   |       |
| 16. Juli | Norbert Scheed                       | österreichischer Politiker                                                | 51    |       |
| 16. Juli | Alexander Stirling                   | britischer Diplomat                                                       | 86    |       |
| 16. Juli | Szymon Szurmiej                      | polnischer Schauspieler und Regisseur                                     | 91    |       |
| 16. Juli | Manfred Wekwerth                     | deutscher Theaterregisseur                                                | 84    |       |
| 16. Juli | Johnny Winter                        | US-amerikanischer Blues-Gitarrist                                         | 70    |       |
| 16. Juli | Heinz Zemanek                        | österreichischer Computerpionier                                          | 94    |       |
| 15. Juli | Óscar Acosta                         | honduranischer Schriftsteller und Politiker                               | 81    |       |
| 15. Juli | Hermann Bontjer                      | deutscher Politiker (SPD), MdL                                            | 75    |       |
| 15. Juli | Edda Buding                          | deutsche Tennisspielerin                                                  | 77    |       |
| 15. Juli | JoAnn Carmin                         | US-amerikanische Klimawissenschaftlerin                                   | 56    |       |
| 15. Juli | Albert Vun Cheong Fui                | malaysischer Bischof                                                      |       |       |
| 15. Juli | Richard W. Eichler                   | deutscher Kunsthistoriker                                                 | 92    |       |
| 15. Juli | Peter Grzan                          | deutscher Künstler                                                        | 62    |       |
| 15. Juli | James MacGregor Burns                | US-amerikanischer Politologe und Historiker                               | 95    |       |
| 15. Juli | Roland Manz                          | deutscher Politiker                                                       | 75    |       |
| 15. Juli | Albrecht Martin                      | deutscher Politiker                                                       | 87    |       |
| 15. Juli | Hans Eduard Meier                    | Schweizer Typograph                                                       | 91    |       |
| 15. Juli | Pietro Giacomo Nonis                 | italienischer Bischof                                                     | 87    |       |
| 15. Juli | Rudi Rauer                           | deutscher Handballspieler                                                 | 64    |       |
| 15. Juli | Robert A. Roe                        | US-amerikanischer Politiker                                               | 90    |       |
| 15. Juli | Friedrich-Carl Schultze-Rhonhof      | deutscher Stiftungsvorsitzender                                           | 89    |       |
| 14. Juli | Alice Coachman                       | US-amerikanische Leichtathletin                                           | 90    |       |
| 14. Juli | Karl Düsterberg                      | deutscher Unternehmer                                                     | 97    |       |
| 14. Juli | Vilma Ferrán                         | argentinische Autorin, Theaterregisseurin und Schauspielerin              | 73    |       |
| 14. Juli | Pia Gyger                            | Schweizer Ordensfrau                                                      | 73    |       |
| 14. Juli | Joachim Hellwig                      | deutscher Dokumentarfilmregisseur, Dramaturg und Autor                    | 82    | [ 4 ] |
| 14. Juli | Martin Richard Hoffmann              | US-amerikanischer Politiker                                               | 70    |       |
| 14. Juli | Arturo Hotz                          | Schweizer Sportwissenschaftler                                            | 86    |       |
| 14. Juli | Brian Innes                          | britischer Jazzmusiker, Verleger und Autor                                | 86    |       |
| 14. Juli | Guillermo Leaden                     | argentinischer Bischof                                                    | 100   |       |
| 14. Juli | Vange Leonel                         | brasilianische Songwriterin                                               | 51    |       |
| 14. Juli | Gunnar Ollén                         | schwedischer Literaturwissenschaftler und Journalist                      | 100   |       |
| 14. Juli | Horacio Troche                       | uruguayischer Fußballspieler und -trainer                                 | 79    |       |
| 14. Juli | Vasile Zavoda                        | rumänischer Fußballspieler und -trainer                                   | 84    |       |
| 13. Juli | Thomas Berger                        | US-amerikanischer Schriftsteller                                          | 89    |       |
| 13. Juli | Jeremy Browne, 11. Marquess of Sligo | irischer Adeliger und britischer Politiker                                | 75    |       |
| 13. Juli | Nadine Gordimer                      | südafrikanische Schriftstellerin                                          | 90    |       |
| 13. Juli | Werner Lueg                          | deutscher Leichtathlet                                                    | 82    |       |
| 13. Juli | Lorin Maazel                         | US-amerikanischer Dirigent und Komponist                                  | 84    |       |
| 13. Juli | Cledan Mears                         | britischer Bischof                                                        | 91    |       |
| 13. Juli | Jan Nolten                           | niederländischer Radsportler                                              | 84    |       |
| 13. Juli | George Scanlon                       | US-amerikanischer Kunsthistoriker und Archäologe                          | 88    |       |
| 13. Juli | Waldemar Sukale                      | deutscher Gewerkschaftsfunktionär                                         | 84    | [ 5 ] |
| 13. Juli | Roberto Vivarelli                    | italienischer Historiker                                                  | 84    |       |
| 13. Juli | Gert Voss                            | deutscher Schauspieler                                                    | 72    |       |
| 13. Juli | Jim Richard Wilson                   | US-amerikanischer Künstler                                                | 61    |       |
| 13. Juli | Harald Zielske                       | deutscher Theaterwissenschaftler                                          | 78    |       |
| 12. Juli | Nestor Basterretxea                  | spanischer Maler, Bildhauer, Autor und Filmregisseur                      | 90    |       |
| 12. Juli | Enrico Becker                        | deutscher Motorradrennfahrer                                              | 31    |       |
| 12. Juli | Emil Bobu                            | rumänischer Politiker                                                     | 87    |       |
| 12. Juli | Ernst E. Boesch                      | deutscher Psychologe                                                      | 97    |       |
| 12. Juli | Bernard Costello                     | US-amerikanischer Ruderer                                                 | 85    |       |
| 12. Juli | Toni Goth                            | deutscher Volksmusiker                                                    | 82    |       |
| 12. Juli | Kenneth J. Gray                      | US-amerikanischer Politiker                                               | 89    |       |
| 12. Juli | Aimé Gruet-Masson                    | französischer Biathlet                                                    | 73    |       |
| 12. Juli | Michael Hahn                         | deutscher Indologe und Tibetologe                                         | 73    |       |
| 12. Juli | Red Klotz                            | US-amerikanischer Basketballspieler                                       | 93    |       |
| 12. Juli | Walerija Nowodworskaja               | russische Politikerin und Menschenrechtlerin                              | 64    |       |
| 12. Juli | Teruto Soejima                       | japanischer Musikkritiker, Veranstalter und Produzent                     | 83    |       |
| 12. Juli | Lennie Sogoloff                      | US-amerikanischer Jazzclub-Besitzer                                       | 90    |       |
| 12. Juli | Albert Stunkard                      | US-amerikanischer Psychologe und Ernährungswissenschaftler                | 92    |       |
| 12. Juli | Manfred Winkler                      | israelischer Lyriker                                                      | 91    |       |
| 11. Juli | Howard Cooke                         | jamaikanischer Politiker                                                  | 98    |       |
| 11. Juli | Charlie Haden                        | US-amerikanischer Jazzmusiker                                             | 76    |       |
| 11. Juli | Horst Köbbert                        | deutscher Sänger und Moderator                                            | 86    |       |
| 11. Juli | Bill McGill                          | US-amerikanischer Basketballspieler                                       | 74    |       |
| 11. Juli | Peter Meister                        | österreichischer Fußballspieler                                           | 60    |       |
| 11. Juli | Tommy Ramone                         | US-amerikanischer Musiker und Musikproduzent                              | 65    |       |
| 11. Juli | Nicole Richard                       | deutsche Gerontologin                                                     | 57    |       |
| 11. Juli | John Seigenthaler senior             | US-amerikanischer Journalist                                              | 86    |       |
| 11. Juli | Tomislav Simović                     | jugoslawischer Filmkomponist                                              | 82    |       |
| 11. Juli | Randall Stout                        | US-amerikanischer Architekt und Hochschullehrer                           | 56    |       |
| 10. Juli | Arnold Beck                          | liechtensteinischer Skirennläufer                                         | 65    |       |
| 10. Juli | Siegfried Geißler                    | deutscher Dirigent und Politiker                                          | 85    |       |
| 10. Juli | Curt Gentry                          | US-amerikanischer Schriftsteller                                          | 83    |       |
| 10. Juli | Heribert Hellenbroich                | deutscher Nachrichtendienstler                                            | 77    |       |
| 10. Juli | On Kawara                            | japanischer Künstler                                                      | 81    |       |
| 10. Juli | Juozas Kazickas                      | litauischer Unternehmer und Philanthrop                                   | 96    |       |
| 10. Juli | Jan Majkowski                        | deutscher Fußballspieler und -trainer                                     | 61    |       |
| 10. Juli | Klaus Mertens                        | deutscher Architekturhistoriker und Bauforscher                           | 83    |       |
| 10. Juli | Norbert Podewin                      | deutscher Journalist und Historiker                                       | 79    |       |
| 10. Juli | Zohra Segal                          | indische Schauspielerin                                                   | 102   |       |
| 10. Juli | Sergios Antonios Sigalas             | griechischer Bischof                                                      | 80    |       |
| 9. Juli  | David Azrieli                        | kanadisch-israelischer Bauunternehmer und Philanthrop                     | 92    |       |
| 9. Juli  | Bubacarr Michael Baldeh              | gambischer Politiker und Journalist                                       | 60    |       |
| 9. Juli  | Elaine Brody                         | US-amerikanische Soziologin                                               | 91    |       |
| 9. Juli  | Torsten Capelle                      | deutscher Ur- und Frühgeschichtler                                        | 74    |       |
| 9. Juli  | Heimar Fischer-Gaaden                | deutscher Maler                                                           | 91    |       |
| 9. Juli  | Eileen Ford                          | US-amerikanische Unternehmerin                                            | 92    |       |
| 9. Juli  | Mohammad Mohammadi Gilani            | iranischer Geistlicher, Jurist und Politiker                              | ≈86   |       |
| 9. Juli  | Leonte Ianovschi                     | rumänischer Fußballspieler und -trainer                                   | 88    |       |
| 9. Juli  | John P. Krop                         | US-amerikanischer Psychotherapeut                                         | 90    |       |
| 9. Juli  | Robert Methuen, 7. Baron Methuen     | britischer Politiker                                                      | 82    |       |
| 9. Juli  | Peter G. Mezger                      | deutscher Physiker und Radioastronom                                      | 85    |       |
| 9. Juli  | John Spinks                          | britischer Gitarrist                                                      | 60    |       |
| 9. Juli  | Ken Thorne                           | britischer Komponist                                                      | 90    |       |
| 9. Juli  | Eberhard Weichenhan                  | deutscher Verbandsfunktionär                                              | 66    |       |
| 8. Juli  | Vanna Bonta                          | US-amerikanische Schriftstellerin und Schauspielerin                      | 56    |       |
| 8. Juli  | Rudi Büttner                         | deutscher Conférencier und Textdichter                                    | 85    |       |
| 8. Juli  | Tom Collings                         | britischer Bischof                                                        | 75    |       |
| 8. Juli  | Peter Cunningham                     | britischer Naturforscher und Autor                                        | 96    |       |
| 8. Juli  | John V. Evans                        | US-amerikanischer Politiker                                               | 89    |       |
| 8. Juli  | Hans Lemp                            | deutscher Politiker                                                       | 85    |       |
| 8. Juli  | Burkhardt Öller                      | deutscher Fußballspieler                                                  | 71    |       |
| 8. Juli  | Howard Siler                         | US-amerikanischer Bobsportler                                             | 69    |       |
| 8. Juli  | Tom Veryzer                          | US-amerikanischer Baseballspieler                                         | 61    |       |
| 8. Juli  | Ernst Wirtl                          | deutscher Bildhauer                                                       | 90    |       |
| 7. Juli  | Diether Bischoff                     | deutscher Jurist und Richter                                              | 92    |       |
| 7. Juli  | Kurt Jaworski                        | deutscher Manager und Autor                                               | 75    | [ 6 ] |
| 7. Juli  | Aureo Alonzo                         | philippinischer Modedesigner                                              | 85    |       |
| 7. Juli  | Vicenç Badalona Ballestar            | spanischer Maler und Autor                                                | 85    |       |
| 7. Juli  | Horst Bollmann                       | deutscher Schauspieler und Hörspielsprecher                               | 89    | [ 7 ] |
| 7. Juli  | Mario Coyula                         | kubanischer Architekt und Architekturhistoriker                           | 79    |       |
| 7. Juli  | Alfredo Di Stéfano                   | argentinisch-spanischer Fußballspieler und -trainer                       | 88    |       |
| 7. Juli  | Andreas Doms                         | deutscher Hörfunkjournalist                                               | 58    |       |
| 7. Juli  | Frankie Dunlop                       | US-amerikanischer Jazz-Schlagzeuger                                       | 85    |       |
| 7. Juli  | Francisco Gabica                     | spanischer Radrennfahrer                                                  | 76    |       |
| 7. Juli  | Lars Gårding                         | schwedischer Mathematiker                                                 | 95    |       |
| 7. Juli  | Bertil Haase                         | schwedischer Moderner Fünfkämpfer                                         | 91    |       |
| 7. Juli  | Philip Hurlic                        | US-amerikanischer Schauspieler                                            | 86    |       |
| 7. Juli  | Jon Pyong-ho                         | nordkoreanischer Politiker                                                | 88    |       |
| 7. Juli  | Lois Johnson                         | US-amerikanische Countrysängerin                                          | 72    |       |
| 7. Juli  | Dick Jones                           | US-amerikanischer Schauspieler und Synchronsprecher                       | 87    |       |
| 7. Juli  | Peter Koch                           | deutscher Linguist und Mediävist                                          | 63    |       |
| 7. Juli  | Eduard Schewardnadse                 | sowjetischer bzw. georgischer Politiker                                   | 86    |       |
| 7. Juli  | Manfred Schmitz                      | deutscher Komponist und Pianist                                           | 75    |       |
| 7. Juli  | Michael Scudamore                    | britischer Jockey und Pferderennsporttrainer                              | 81    |       |
| 7. Juli  | Anthony Smith                        | britischer Forschungsreisender, Fernsehmoderator und Sachbuchautor        | 88    |       |
| 7. Juli  | Ted Steeg                            | US-amerikanischer Dokumentarfilmer                                        | 84    |       |
| 7. Juli  | Bora Todorović                       | serbischer Schauspieler                                                   | 83    |       |
| 7. Juli  | Peter Underwood                      | australischer Politiker                                                   | 76    |       |
| 7. Juli  | Arthur J. Walker                     | US-amerikanischer Spion                                                   | 79    |       |
| 6. Juli  | Benedito de Assis da Silva           | brasilianischer Fußballspieler und -trainer                               | 61    |       |
| 6. Juli  | Castro                               | ghanaischer Musiker                                                       | 32    |       |
| 6. Juli  | Alan J. Dixon                        | US-amerikanischer Politiker                                               | 86    |       |
| 6. Juli  | Inge Drexel                          | österreichisch-deutsche Bühnen- und Filmschauspielerin                    | 94    |       |
| 6. Juli  | Helmut Finkeldey                     | namibischer Herpetologe                                                   | 92    |       |
| 6. Juli  | Hans-Joachim Güntherodt              | deutscher Physiker                                                        | 75    |       |
| 6. Juli  | Haider Hashmi                        | pakistanischer Gitarrist                                                  | 40    |       |
| 6. Juli  | Tô Hoài                              | vietnamesischer Journalist und Schriftsteller                             | 93    |       |
| 6. Juli  | Anne Hollander                       | US-amerikanische Historikerin                                             | 83    |       |
| 6. Juli  | Estanislau Amadeu Kreutz             | brasilianischer Bischof                                                   | 86    |       |
| 6. Juli  | Andrew Mango                         | britischer Historiker und Schriftsteller                                  | ≈88   |       |
| 6. Juli  | Donald Ross                          | britischer Mediziner                                                      | 91    |       |
| 6. Juli  | Helmut Steinberger                   | deutscher Jurist                                                          | 82    |       |
| 5. Juli  | Norbert Böhlke                       | deutscher Politiker                                                       | 59    |       |
| 5. Juli  | John Bone                            | britischer Bischof                                                        | 83    |       |
| 5. Juli  | Friedrich-Carl Bruns                 | deutscher Diplomat                                                        | 66    |       |
| 5. Juli  | Kurt Castka                          | österreichischer Journalist und Sportfunktionär                           |       |       |
| 5. Juli  | Maria Duschenes                      | brasilianische Choreografin                                               | 92    |       |
| 5. Juli  | William Gugi Waaka                   | neuseeländischer Musiker                                                  | 76    |       |
| 5. Juli  | Jan Hiermeyer                        | Schweizer Sportreporter                                                   | 85    |       |
| 5. Juli  | Johannes Jobst                       | deutscher Bischof                                                         | 94    |       |
| 5. Juli  | Elsbeth Juda                         | britische Fotografin                                                      | 103   |       |
| 5. Juli  | Peter R. Marler                      | britisch-US-amerikanischer Neurobiologe und Ethologe                      | 86    |       |
| 5. Juli  | Rosemary Murphy                      | US-amerikanische Schauspielerin                                           | 89    |       |
| 5. Juli  | André Paquinet                       | französischer Jazzposaunist                                               | 87    |       |
| 5. Juli  | Vladimir Viktor Sabodan              | russischer Bischof                                                        | 78    |       |
| 5. Juli  | Kathy Stobart                        | britische Jazzmusikerin                                                   | 89    |       |
| 5. Juli  | Ludwig Vogel                         | deutscher Geistlicher                                                     | 93    |       |
| 5. Juli  | Hans-Ulrich Wehler                   | deutscher Historiker                                                      | 82    |       |
| 5. Juli  | Ulli Weiss                           | deutsche Fotografin                                                       | 71    |       |
| 5. Juli  | Wolodymyr                            | ukrainischer Metropolit                                                   | 78    |       |
| 4. Juli  | Paul Apted                           | britischer Sound-Editor                                                   | 47    |       |
| 4. Juli  | Giorgio Faletti                      | italienischer Autor, Moderator und Komponist                              | 63    |       |
| 4. Juli  | Torill Thorstad Hauger               | norwegische Autorin                                                       | 70    |       |
| 4. Juli  | Hanna von Hoerner                    | deutsche Astrophysikerin und Unternehmerin                                | 71    |       |
| 4. Juli  | Zbigniew Kabata                      | polnisch-kanadischer Zoologe                                              | 90    |       |
| 4. Juli  | Peter Kodera                         | österreichischer Künstler                                                 | 76    |       |
| 4. Juli  | Hans Kurzweil                        | deutscher Mathematiker                                                    | 71    |       |
| 4. Juli  | Bruno Lambart                        | deutscher Architekt                                                       | 90    |       |
| 4. Juli  | Manfred Liebscher                    | deutscher Geheimdienstler, Kriminalist, Autor und Archivar                | 83    |       |
| 4. Juli  | Richard Mellon Scaife                | US-amerikanischer Medienunternehmer                                       | 82    |       |
| 4. Juli  | Osvaldo Montes                       | argentinischer Musiker und Komponist                                      | 80    |       |
| 4. Juli  | George Moore                         | US-amerikanischer Sportler und Armeeoffizier                              | 95    |       |
| 4. Juli  | Frank Mumford                        | britischer Puppenspieler                                                  | 95    |       |
| 4. Juli  | Erhard Niedenthal                    | deutscher Politiker                                                       | 81    |       |
| 4. Juli  | Harold Ivory Williams                | US-amerikanischer Bischof                                                 | 93    |       |
| 4. Juli  | Konrad Schoell                       | deutscher Romanist und Literaturwissenschaftler                           | 75    |       |
| 4. Juli  | Nikolaus Sulzberger                  | deutscher Opernregisseur                                                  | 75    |       |
| 3. Juli  | Guy Gaucher                          | französischer Bischof                                                     | 84    |       |
| 3. Juli  | Volkmar Groß                         | deutscher Fußballspieler                                                  | 66    |       |
| 3. Juli  | Annik Honoré                         | belgische Journalistin und Musikmanagerin                                 | 56    |       |
| 3. Juli  | Ivan Junqueira                       | brasilianischer Journalist und Dichter                                    | 79    |       |
| 3. Juli  | Eberhard Paul                        | deutscher Archäologe                                                      | 82    |       |
| 3. Juli  | Heinz Prechtl                        | österreichischer Mediziner, Zoologe und Anthropologe                      | 86    |       |
| 3. Juli  | Zalman Schachter-Shalomi             | US-amerikanischer Rabbiner und Religionswissenschaftler                   | 89    |       |
| 3. Juli  | Ruth Stachorra                       | deutsche Politikerin                                                      | 75    |       |
| 3. Juli  | Erwin Treu                           | deutscher Kunsthistoriker und Museumsdirektor                             | 89    |       |
| 3. Juli  | Jüri Tuulik                          | estnischer Schriftsteller                                                 | 74    |       |
| 3. Juli  | Werner Weber                         | deutscher Physiker                                                        | 68    |       |
| 3. Juli  | Peter Whelan                         | britischer Dramaturg                                                      | 82    |       |
| 2. Juli  | Emilio Álvarez Montalván             | nicaraguanischer Politiker                                                | 94    |       |
| 2. Juli  | Paul S. Amos                         | US-amerikanischer Unternehmer                                             | 88    |       |
| 2. Juli  | Errie Ball                           | US-amerikanischer Golfspieler                                             | 103   |       |
| 2. Juli  | Panteleimon Antonios Bezenitis       | griechischer Bischof                                                      | 76    |       |
| 2. Juli  | Chad Brown                           | US-amerikanischer Pokerspieler                                            | 52    |       |
| 2. Juli  | Rolf Busch                           | deutscher Fernseh- und Hörspielregisseur                                  | 81    |       |
| 2. Juli  | Manuel Cardona                       | spanischer Physiker                                                       | 79    |       |
| 2. Juli  | Bertrand d'At                        | französischer Choreograph                                                 | 56    |       |
| 2. Juli  | Mervyn Finlay                        | australischer Ruderer und Jurist                                          | 89    |       |
| 2. Juli  | Walter Grob                          | Schweizer Akkordeonist und Komponist                                      | 86    |       |
| 2. Juli  | Max Herman                           | US-amerikanischer Jazztrompeter                                           | 99    |       |
| 2. Juli  | Mary Innes-Ker, Duchess of Roxburghe | britische Peer                                                            | 99    |       |
| 2. Juli  | Martin Kilian                        | deutscher Sportfunktionär                                                 | 86    |       |
| 2. Juli  | Janusz Kondratowicz                  | polnischer Poet und Liedtexter                                            | 73    |       |
| 2. Juli  | Harold W. Kuhn                       | US-amerikanischer Mathematiker                                            | 88    |       |
| 2. Juli  | Henning von der Lancken              | deutscher Politiker                                                       | 76    |       |
| 2. Juli  | Jerzy Lewczyński                     | polnischer Fotograf                                                       | 90    |       |
| 2. Juli  | Marlinde Massa                       | deutsche Hockeyspielerin                                                  | 69    |       |
| 2. Juli  | Peeter Saul                          | estnischer Dirigent und Pianist                                           | 82    |       |
| 2. Juli  | Christoph Stepp                      | deutscher Dirigent                                                        | 86    |       |
| 2. Juli  | Paul Wild                            | Schweizer Astronom                                                        | 88    |       |
| 2. Juli  | Jason Wulf                           | US-amerikanischer Graffitikünstler                                        | 42    |       |
| 2. Juli  | Louis Zamperini                      | US-amerikanischer Leichtathlet                                            | 97    |       |
| 1. Juli  | Matei Alexandru                      | rumänischer Film- und Theaterschauspieler                                 | 86    |       |
| 1. Juli  | Günter Altrogge                      | deutscher Ökonom                                                          | 75    |       |
| 1. Juli  | Helmut Buschhausen                   | deutscher Kunsthistoriker                                                 | 77    |       |
| 1. Juli  | Nick Charles                         | britischer Bassist und Saxofonist                                         | ?     |       |
| 1. Juli  | Betty Cody                           | US-amerikanische Country-Sängerin                                         | 92    |       |
| 1. Juli  | Umaru Dikko                          | nigerianischer Politiker                                                  | 77    |       |
| 1. Juli  | Stephen Gaskin                       | US-amerikanischer Hippie und Kommunarde                                   | 79    |       |
| 1. Juli  | David Greenglass                     | US-amerikanischer Agent                                                   | 92    |       |
| 1. Juli  | Wolodymyr Hussjew                    | ukrainisch-sowjetischer Politiker                                         | 86    |       |
| 1. Juli  | Anatoli Kornukow                     | russischer General                                                        | 72    |       |
| 1. Juli  | Walter Dean Myers                    | US-amerikanischer Schriftsteller                                          | 76    |       |
| 1. Juli  | Frederick I. Ordway III.             | US-amerikanischer Raumfahrtingenieur                                      | 87    |       |
| 1. Juli  | Gérard Kango Ouédraogo               | burkinischer Politiker                                                    | 88    |       |
| 1. Juli  | Tibor Rafael                         | slowakischer Boxer                                                        | 44    |       |
| 1. Juli  | Thierry Scherz                       | Schweizer Festivalveranstalter                                            | 41    |       |
| 1. Juli  | Peter Schöngen                       | deutscher Fußballspieler                                                  | 70    |       |
| 1. Juli  | Martin Tahse                         | US-amerikanischer Fernsehproduzent                                        | 84    |       |
| 1. Juli  | Piet Van Eeckhaut                    | belgischer Jurist und Politiker                                           | 74    |       |
| 1. Juli  | Werner Vitt                          | deutscher Gewerkschafter                                                  | 87    |       |
| 1. Juli  | Oscar Yatco                          | philippinischer Dirigent und Violinist                                    | 83    |       |